# Wadi Hammeh 27
Koordinaten: 32° 36′ 18″ N, 35° 38′ 38″ O
Wadi Hammeh 27 ist eine Fundstelle des frühen Natufien im Jordanbecken und somit mehr als 13.000 Jahre alt (ca. 11.000 v. Chr.). Sie liegt auf einem steilen Felsvorsprung im Wadi al-Hammeh, einem Trockental, das nördlich von Beisan in das Jordantal mündet. Wenige Kilometer nördlich der Grabungsstelle liegt der See Genezareth.

## Forschungsgeschichte
Zwischen 1983 und 1990 wurden hier im Rahmen des Pella-Projektes der Universität Sydney 351 m² Siedlungsfläche ergraben. Die gesamte Siedlung umfasste wahrscheinlich ca. 2.000 m². Die Schichten des Natufien waren bis zu drei Meter mächtig und nur mit einer dünnen Sedimentschicht bedeckt. Stellenweise waren die Mauerzüge an der Oberfläche sichtbar. Die oberste Siedlungsschicht ist durch Pflanzenwurzeln (Asphodelien) und Tiergänge (Wühlmäuse, Microtus irani oder Microtus guentheri und Blindmäuse, Spalax ehrenbergi) gestört.

## Siedlungsweise
Die Siedlung weist vier Bauschichten auf, die allesamt von Erosion bedroht sind. Die Häuser bestehen aus ovalen Steinsetzungen mit zentraler Herdstelle. Die Fußböden sind minimal verfestigt, es wurde aber kein spezielles Sediment eingebracht. Die Siedlungsschichten sind bis zu 30 cm mächtig, und Hardy-Smith und Edwards (2004) gehen davon aus, dass noch keine systematische Abfallbeseitigung stattfand.

## Funde
Die zahlreichen Funde werden durch geschlagenen Stein dominiert. Auch Artefakte aus Felsgestein (Mörser und Mahlsteine, Hammersteine aus Kalkstein, Sandstein und Basalt), Knochenartefakte, Ocker und Muschelschalen, darunter Dentalium, sind häufig.

## Datierung
Aus Schicht I, der jüngsten Fundschicht, liegen drei AMS-Daten vor, die aus verbrannten Samen gewonnen wurden:
| Labornummer | Datum BP   | BC cal (1 sigma) |
| ----------- | ---------- | ---------------- |
| OxA-393     | 11.920±150 | -                |
| OxA-507     | 11.950±160 | -                |
| OxA-394     | 12.200±160 | -                |

## Bestattungen
Zwei Bestattungen lagen unter der ersten Siedlungsschicht. In den Ablagerungen des Natufiens fanden sich nur einzelne Knochen, vor allem Schädelfragmente mit Brandspuren.

## Umwelt
Während des Natufien war das Klima deutlich feuchter als heute. In der Siedlung wurden unter anderem verkohlte Reste von Eiche (Quercus sp.), Gänsefußgras (Aegilops sp.), wilder Geste (Hordeum spontaneum), Pistazien und wilden Linsen gefunden.

## Wirtschaftsweise
Tierknochen belegen die Jagd auf:
- Wildes Schaf
- Ziege
- Rothirsch
- Reh
- Mesopotamischer Damhirsch (Dama mesopotamica)
- Auerochse
- Wildschwein
- Gazelle
- Weißstorch (Ciconia ciconia)
- Ente (Anas sp.)